# HK Sarajevo
Der HK Sarajevo (bis 2012 HK Alfa Novo Sarajevo) ist ein Eishockeyclub aus Novo Sarajevo, einer Gemeinde der Stadt Sarajevo in Bosnien und Herzegowina. Der Club wurde 2003 gegründet und nimmt mit der Männermannschaft Medvjedi (dt. „Bären“) an der Bosnisch-herzegowinischen Eishockeyliga teil. Wie alle anderen Mannschaften in Bosnien und Herzegowina trägt der Verein seine Spiele in der Olympiahalle Zetra, in Sarajevo aus.

## Geschichte
Nach der ersten Saison der bosnisch-herzegowinischen Liga gab es einige Jahre keine weiteren Meisterschaften. Erst zur Saison 2009/10 nahm der Club an seiner ersten Meisterschaft teil, konnte jedoch nur drei von zehn Spielen gewinnen und wurde dritter der drei teilnehmenden Mannschaften.
In der Folgesaison 2010/11 erreichte der HK Alfa bereits den zweiten Platz von vier Teilnehmern, zog aber im Play-off-Finale gegen den HK Bosna den Kürzeren. Im Pokalwettbewerb, dem Kup Jaroslav Jandourek schied man nach einer Niederlage bereits im ersten Spiel aus.